# Гнуни, Вардгес Цолакович
Вардгес Цолакович Гнуни (арм. Վարդգես Գնունի, 26 июля 1936, Ереван — 10 августа 2005, Ереван) — армянский государственный, научный и политический деятель.

## Биография
- 1943—1953 — средняя Ереванская школа им. Спандаряна.
- 1953—1958 — физико-математический факультет Ереванского политехнического института. Механик.
- 1958—1975 — работал в институте механики НАН Армении, младшим научным сотрудником, затем старшим и ведущим сотрудником.
- 1970—1973 — декан факультета математики Гориского филиала Ереванского педагогического института им. Х. Абовяна.
- 1975—1979 — заместитель директора по науке института механики НАН Армении, в 1979—1983 — директор, в 1983—1988 — заведующий отделом, а в 1988—1991 — заместителем академика-секретаря того же института.
- 1991—1995 — был министром народного образования и науки Армении.
- 1995—1996 — первый заместитель министра образования и науки Армении.
- 1996—2005 — заместитель академика-секретаря НАН Армении.
- С 1996 — был членом АОД.

## Научная деятельность
В 1963 году защитил кандидатскую, в 1985 — докторскую диссертацию.
Автор свыше 100 трудов по механике.

### Избранные труды
- Гнуни В. Ц. Некоторые нелинейные задачи статической и динамической устойчивости анизотропных неоднородных оболочек и пластинок : Автореф. дис. … кан. техн. наук. — М., 1963. — 6 с.
- Гнуни В. Ц. Устойчивость, колебания и прочность слоистых анизотропных оболочек : Автореф. дис. … д-ра техн. наук. — М., 1985. — 30 с.